# (132) Эфра
(132) Эфра (лат. Aethra) — астероид, относящийся к группе астероидов, пересекающих орбиту Марса, принадлежащий к спектральному классу M. Был обнаружен 13 июня 1873 года американским астрономом Дж. К. Уотсоном в Энн-Арборе, США, и назван в честь Эфры, матери Тесея согласно греческой мифологии.

Орбита астероида Эфра и его положение в Солнечной системе
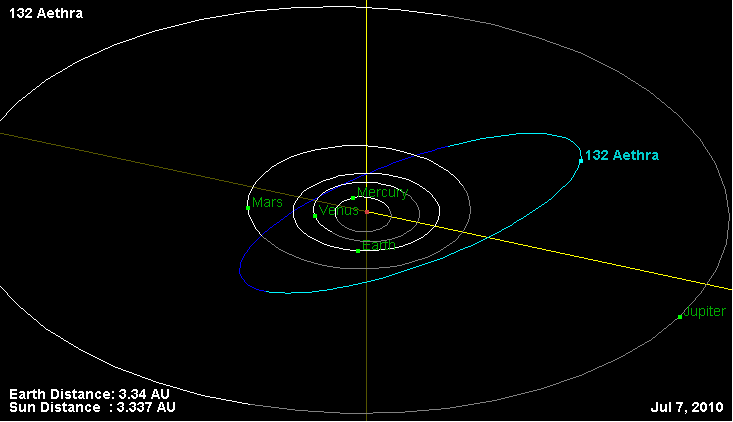
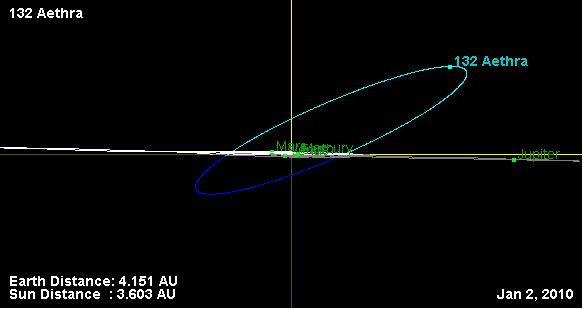
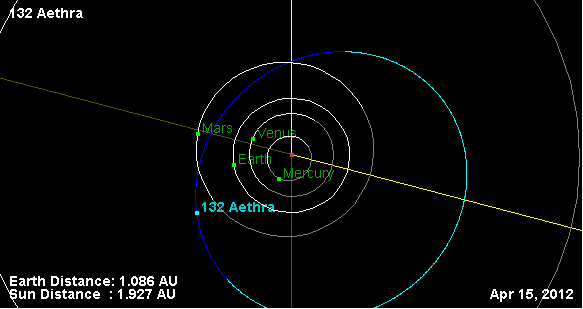

Из-за большого значения эксцентриситета его орбита пересекает орбиту Марса и Эфра порой подходит к Солнцу ещё ближе, чем он. Это был один из первых открытых астероидов, пересекающих орбиту Марса. Особенности кривой блеска говорят о неправильной форме астероида (см. изображение слева).